# Norman Sheil
Norman Sheil (ur. 22 października 1932 w Liverpoolu, zm. 25 października 2018 w Niagara-on-the-Lake) – brytyjski kolarz torowy i szosowy, trzykrotny medalista mistrzostw świata.

## Kariera
Pierwszy sukces w karierze Norman Sheil osiągnął w 1954 roku, kiedy zdobył brązowy medal w indywidualnym wyścigu na dochodzenie amatorów podczas mistrzostw świata w Kolonii. W zawodach tych wyprzedzili go jedynie Włoch Leandro Faggin oraz kolejny Brytyjczyk - Peter Brotherton. W tej samej konkurencji Sheil zdobył także dwa złote medale: na mistrzostwach świata w Mediolanie w 1955 roku oraz na rozgrywanych trzy lata później mistrzostwach w Paryżu. W indywidualnym wyścigu na dochodzenie wygrywał ponadto na igrzyskach Imperium Brytyjskiego i Wspólnoty Brytyjskiej w Vancouver w 1954 roku oraz igrzyskach Imperium Brytyjskiego i Wspólnoty Brytyjskiej w Cardiff w 1958 roku, nigdy jednak nie wystartował na igrzyskach olimpijskich. Startował również w wyścigach szosowych, ale bez większych sukcesów.